# Valerio Varesi

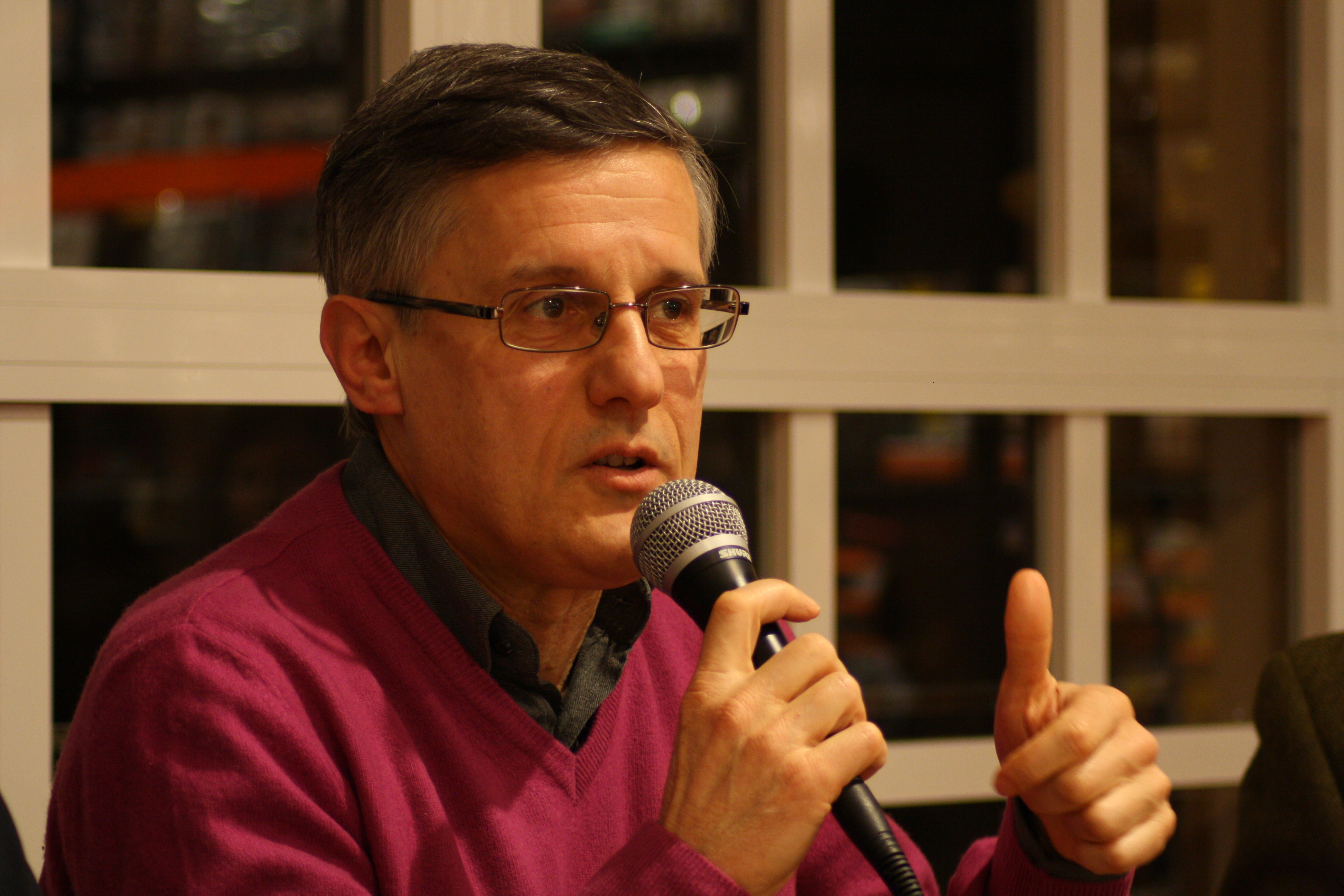
Valerio Varesi (2013)

Valerio Varesi (geboren am 8. August 1959 in Turin) ist ein italienischer Journalist und Krimi-Schriftsteller.

## Leben
Varesi wurde 1959 im norditalienischen Turin geboren. Das Studium schloss er mit einer Promotion über Kierkegaard ab. Beruflich als Redakteur bei La Repubblica beschäftigt, veröffentlichte er 1998 seinen ersten Roman, dem in schneller Folge weitere Kriminalromane um den Commissario Soneri folgten. Il fiume delle nebbie (2003; dt. 2005 als Der Nebelfluss) war in Italien besonders erfolgreich und für den Premio Strega nominiert. Auf Deutsch erscheint sein Werk in der Übersetzung von Karin Rother bei Rowohlt in Reinbek. Varesi lebt in Parma (Stand Mitte 2009).

## Auszeichnungen
- 2002: Premio Fedeli (zus. mit Marcello Fois) für Il cineclub del mistero

## Werke
- Ultime notizie di una fuga (1998)
- Bersaglio, l'oblio (2000)
- Il cineclub del mistero (2002)
  - dt.: Lichtspiele. Commissario Soneri geht ins Kino, Rowohlt-Taschenbuch-Verlag, Reinbek bei Hamburg 2008, ISBN 978-3-499-23951-9
- Il labirinto di ghiaccio (2003)
- Il fiume delle nebbie (2003)
  - dt.: Der Nebelfluss. Commissario Soneri sucht eine Leiche, Kindler, Reinbek bei Hamburg 2005, ISBN 3-463-40468-0
- L'affittacamere (2004)
  - dt.: Die Pension in der Via Saffi. Commissario Soneri blickt zurück, Kindler, Reinbek bei Hamburg 2006, ISBN 978-3-463-40487-5
- Le ombre di Montelupo (2005)
  - dt.: Die Schatten von Montelupo. Commissario Soneri kommt ins Grübeln, Kindler, Reinbek bei Hamburg 2007, ISBN 978-3-463-40511-7
- A mani vuote (2006)
  - dt.: Mit leeren Händen. Commissario Soneri verfolgt eine Spur, Rowohlt-Taschenbuch-Verlag, Reinbek bei Hamburg 2009, ISBN 978-3-499-24834-4